# ملوية سالومونية
ملوية سالومونية (بالإنجليزية: Helicobacter salomonis)‏ هي نوع من البكتيريا، سلبية الغرام، تتبع الملوية.